# Danny Phiri
Danny Phiri (Bulawayo, 22 aprile 1989) è un calciatore zimbabwese, centrocampista dei Bulawayo Chiefs e della nazionale zimbabwese.

## Carriera

### Club
Ha giocato nei campionati zimbabwese e sudafricano.

### Nazionale
Ha fatto il suo debutto per la nazionale maggiore nel 2012.

## Palmarès

### Club

#### Competizioni nazionali
- Campionato zimbabwese: 1

Chicken Inn: 2015